# Distributed Universal Number Discovery
DUNDi steht für "Distributed Universal Number Discovery" und ist ein Peer-to-Peer-basiertes System zur Umsetzung von Telefonnummern in Internet-Adressen, welches von der Firma Digium entwickelt wurde. Die ebenfalls von Digium entwickelte Open-Source-Telefonanlage Asterisk unterstützt das DUNDi-Protokoll.
Im Gegensatz zum ENUM weist DUNDi keine hierarchische Struktur mit offiziellen Vergabestellen auf, sondern jeder Teilnehmer stimmt einer Policy zu und trägt selbst die Verantwortung für seine Einträge.